# Детройт (Орегон)
Детройт (англ. Detroit) — місто (англ. city) в США, в окрузі Меріон штату Орегон. Населення — 203 особи (2020).

## Географія
Детройт розташований за координатами 44°44′2″ пн. ш. 122°9′6″ зх. д. / 44.73389° пн. ш. 122.15167° зх. д. (44.733778, -122.151664).  За даними Бюро перепису населення США в 2010 році місто мало площу 2,47 км², з яких 1,52 км² — суходіл та 0,95 км² — водойми.

### Клімат
| Клімат : Детройт                             | Клімат : Детройт | Клімат : Детройт | Клімат : Детройт | Клімат : Детройт | Клімат : Детройт | Клімат : Детройт | Клімат : Детройт | Клімат : Детройт | Клімат : Детройт | Клімат : Детройт | Клімат : Детройт | Клімат : Детройт | Клімат : Детройт |
| Показник                                     | Січ.             | Лют.             | Бер.             | Квіт.            | Трав.            | Черв.            | Лип.             | Серп.            | Вер.             | Жовт.            | Лист.            | Груд.            | Рік              |
| Середній максимум, °C                        | 4,8              | 8,3              | 10,2             | 14,5             | 18,8             | 22,4             | 27,6             | 27,3             | 24,0             | 16,9             | 10,3             | 6,0              | 15,9             |
| Середній мінімум, °C                         | −2,8             | −1,3             | −0,8             | 1,1              | 4,4              | 7,6              | 8,8              | 8,7              | 6,1              | 3,2              | 0,4              | −1,3             | 2,8              |
| Норма опадів, мм                             | 361              | 253              | 230              | 128              | 94               | 60               | 13               | 30               | 76               | 193              | 301              | 355              | 2096             |
| -------------------------------------------- | ---------------- | ---------------- | ---------------- | ---------------- | ---------------- | ---------------- | ---------------- | ---------------- | ---------------- | ---------------- | ---------------- | ---------------- | ---------------- |
| Джерело: The Western Regional Climate Center |                  |                  |                  |                  |                  |                  |                  |                  |                  |                  |                  |                  |                  |

## Демографія
Згідно з переписом 2010 року, у місті мешкали 202 особи в 96 домогосподарствах у складі 59 родин. Густота населення становила 82 особи/км².  Було 368 помешкань (149/км²).
Расовий склад населення:
| - 95,5 % — білих - 1,5 % — корінних американців |

До двох чи більше рас належало 3,0 %. Частка іспаномовних становила 3,0 % від усіх жителів.
За віковим діапазоном населення розподілялося таким чином: 18,3 % — особи молодші 18 років, 65,9 % — особи у віці 18—64 років, 15,8 % — особи у віці 65 років та старші. Медіана віку мешканця становила 51,4 року. На 100 осіб жіночої статі у місті припадало 98,0 чоловіків;  на 100 жінок у віці від 18 років та старших — 101,2 чоловіків також старших 18 років.
Середній дохід на одне домашнє господарство  становив 54 192 долари США (медіана — 44 792), а середній дохід на одну сім'ю — 64 428 доларів (медіана — 54 375). За межею бідності перебувало 5,9 % осіб, у тому числі 0,0 % дітей у віці до 18 років та 0,0 % осіб у віці 65 років та старших.
Цивільне працевлаштоване населення становило 68 осіб. Основні галузі зайнятості: мистецтво, розваги та відпочинок — 32,4 %, роздрібна торгівля — 20,6 %, виробництво — 17,6 %.